# Eyes Like the Sky
Eyes Like the Sky drugi je studijski album australskog rock-sastava King Gizzard & the Lizard Wizard. Diskografska kuća Flightless objavila ga je 22. veljače 2013.

## O albumu
Uradak je nazvan „audioknjigom kultnog vesterna”; Broderick Smith, frontmen australske rock-grupe The Dingoes i otac Ambrosea Kenny-Smitha, klavijaturista sastava, napisao je tekstove pjesama za album i na njemu ih recitira. Priča govori o dječjim vojnicima, Indijancima i revolveraškim obračunima, a zbiva se na Divljem zapadu.
Upitan što je nadahnulo pjesme na albumu, Stu Mackenzie istaknuo je utjecaj kaubojskih filmova; izjavio je: „Volim vesterne. Volim zlikovce i volim Red Dead Redemption. A volim i zle gitare.”

## Popis pjesama
Tekstovi: Broderick Smith, glazba: Stu Mackenzie.
| 1.    | »Eyes Like the Sky«       | 3:17 |
| 2.    | »Year of Our Lord«        | 2:57 |
| 3.    | »The Raid«                | 2:24 |
| 4.    | »Drum Run«                | 2:42 |
| 5.    | »Evil Man«                | 3:54 |
| 6.    | »Fort Whipple«            | 2:56 |
| 7.    | »The God Man's Goat Lust« | 3:17 |
| 8.    | »The Killing Ground«      | 2:50 |
| 9.    | »Dust in the Wind«        | 2:24 |
| 10.   | »Guns & Horses«           | 1:08 |
| 27:49 |                           |      |

## Recenzije
| Recenzije | Recenzije |
| Izvor     | Ocjena    |
| --------- | --------- |
| AllMusic  | [ 1 ]     |

Tim Sendra, AllMusicov recenzent, dao mu je tri zvjezdice od njih pet i izjavio je: „Smithov glas zbilja je dostojanstven, a sastav ga uvjerljivo prati oblacima prašine i znoja. Gitaristi Stu Mackenzie, Cook Craig i Joey Walker izvanredno oblikuju atmosferu. Morricone bi se ponosio njihovim radom. Sama je priča gruba i snažna, nije nešto što već nismo čuli, ali doima se svježom zbog glazbe. Možda nije temeljni djelić slagalice koju čini katalog King Gizzarda, ali nije ga loše poslušati tu i tamo.”

## Zasluge
| King Gizzard & the Lizard Wizard - King Gizzard & the Lizard Wizard – aranžmani, glazbala - Michael Cavanagh - Cook Craig - Ambrose Kenny-Smith - Eric Moore - Stu Mackenzie – snimanje, miksanje, produkcija - Lucas Skinner - Joe Walker | Dodatni glazbenici - Broderick Smith – naracija, snimanje (vokala) Ostalo osoblje - Joseph Carra – mastering - Jason Galea – omot albuma |